# Rosen på Tistelön
Rosen på Tistelön är en roman av Emilie Flygare-Carlén från 1842, den första i hennes serie västkustromaner. 
Uppslaget till boken fick Flygare-Carlén via sin bror, som uppmanade henne att dra nytta av sina barndomsminnen från den bohuslänska skärgården och även beskrev ett gammalt rättsfall som blev utgångspunkt för handlingen. Boken fick uppskattande recensioner när den kom och intresset var stort. Boken har översatts till engelska, tyska, franska, norska, danska och tjeckiska. 1930 var den en av de vanligaste romanerna i svenska hem.

## Handling
Huvudperson är Gabriella, som kallas Tistelöns ros. Hon är halvsyster till smugglaren Birger Haraldsson och förälskar sig i jaktlöjtnanten Arve Arnman. Romanen tar upp teman som brott och straff, försoning och vedergällning, men även frågan om den fattigdom som fanns i många av de små fiskelägena.

## Filmatiseringar
- 1913 - På livets ödesvägar, film i regi av Mauritz Stiller med Clara Pontoppidan.
- 1915 - Rosen på Tistelön, film i regi av Georg af Klercker med Elsa Carlsson.
- 1916 - Havsgamar, film i regi av Victor Sjöström med Greta Almroth.
- 1945 - Rosen på Tistelön, film i regi av Åke Ohberg med Eva Henning.